# Xiphactinus audax
A Xiphactinus audax a sugarasúszójú halak (Actinopterygii) osztályának Ichthyodectiformes rendjébe, ezen belül a Ichthyodectidae családjába tartozó fosszilis faj.
A Xiphactinus csontoshal-nem típusfaja.

## Leírása

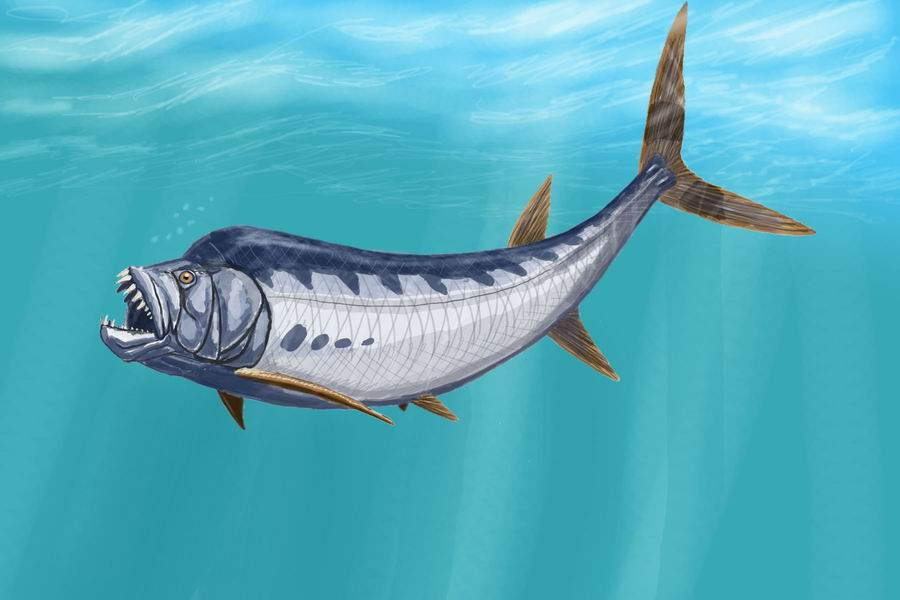
Rajz a Xiphactinus audaxról

A Xiphactinus audax 87-65 millió évvel élt ezelőtt a késő kréta korban.
A Xiphactinus audax háti része sötétkék, a hasi része világos ezüstös színű volt, ez segítette az álcázásban. Így könnyen beleolvadt a környezetébe, úgy fentről nézve, mint alulról. A hal hossza 5,1 méter lehetett. Éles fogainak és erős farkának köszönhetően e halfaj nagyon jó vadász volt.
Ez a halfaj az óceán felső rétegében vadászott a legszívesebben. Tápláléka nagyobb testű halakból állott, ezek között 2 méteres példányok is akadtak, de ha lehetősége volt rá, vízimadarakat is megpróbált fogni. Zsákmányai között lehetett a vízen úszó Hesperornis is.
Mindenekelőtt e halfaj kitűnő úszó volt. Képes volt utolérni vagy elhagyni minden más vele kortárs vízi élőlényt. A legnagyobb sebesség amit elérhetett a 60 km/h volt. A vízből kiszökve és visszacsapódva szabadult meg a parazitáktól, melyek a bőrében élősködtek. Nagy mérete és ragadozó életmódja nem óvta meg a támadásoktól. Ha megsebesült, nagy mérete könnyű célponttá változtatta. Legfőbb ragadozói, a mosasaurusokhoz tartozó Tylosaurus és a Cretoxyrhina mantelli cápák voltak.

## Lelőhelyek

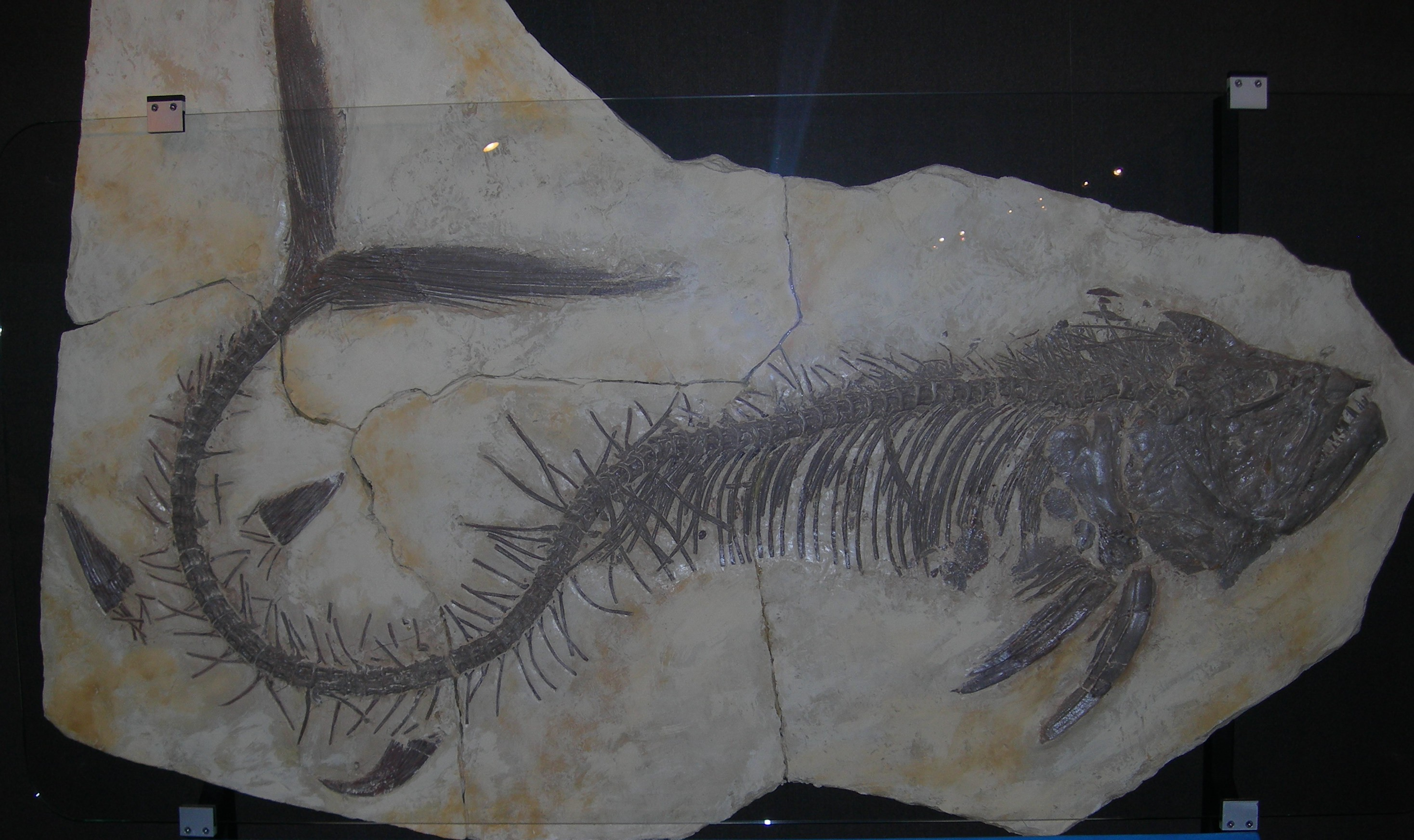
Xiphactinus audax megkövesedett csontváza

Xiphactinus audax-maradványokat találtak Észak-Amerika területén, ott ahol a kréta korban a Nyugati Belső Víziút feküdt. 2003-ban Csehországban találtak egy hiányos koponyát, melyről feltételezik, hogy egy új Xiphactinus-faj.